# 中国邮政航空
中國郵政航空（英語：China Postal Airlines）是一家总部设于北京的貨運航空公司，是中国邮政的全资子公司。

## 历史
成立於1996年11月25日，並於1997年2月27日正式投入運營。采用“全夜航”集散模式，以南京禄口国际机场为枢纽机场，上海、武汉为辅助中心，主要為中國郵政運送郵件及貨物。中國郵政佔有中國郵政航空51%股權，而中國南方航空佔有49%股權。2006年開始經營國際航線，開通韓國及日本的航線。
2008年9月由中国邮政回购南方航空股份，改由中国邮政集团公司独资控股。

## 企業文化
目標：持續安全、持續發展、持續效益、持續和諧
願景：致力於成為快遞、物流服務的首選提供商
使命：為客戶提供“迅速、準確、安全、方便”的最佳快遞物流服務
精神：安全、創新、包容、奉獻

## 机队

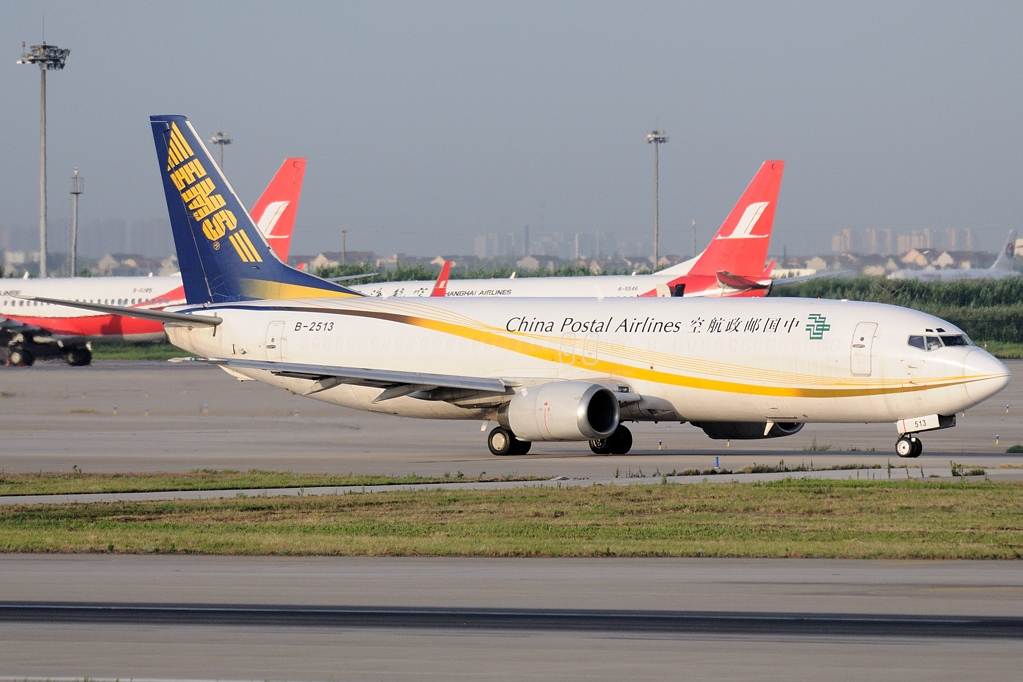
中国邮政航空的波音737-45R型货机

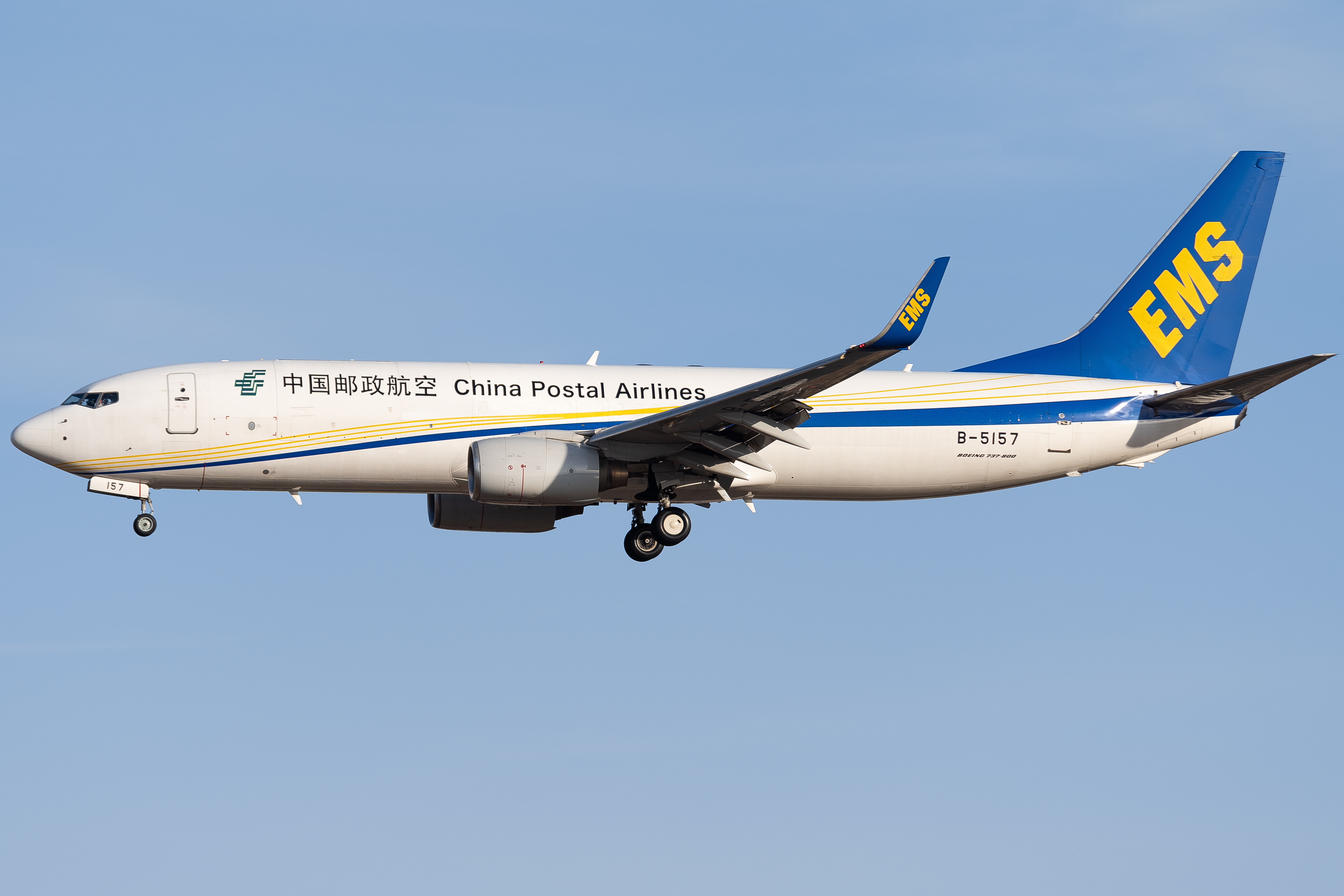
中国邮政航空的波音737-800BCF型货机

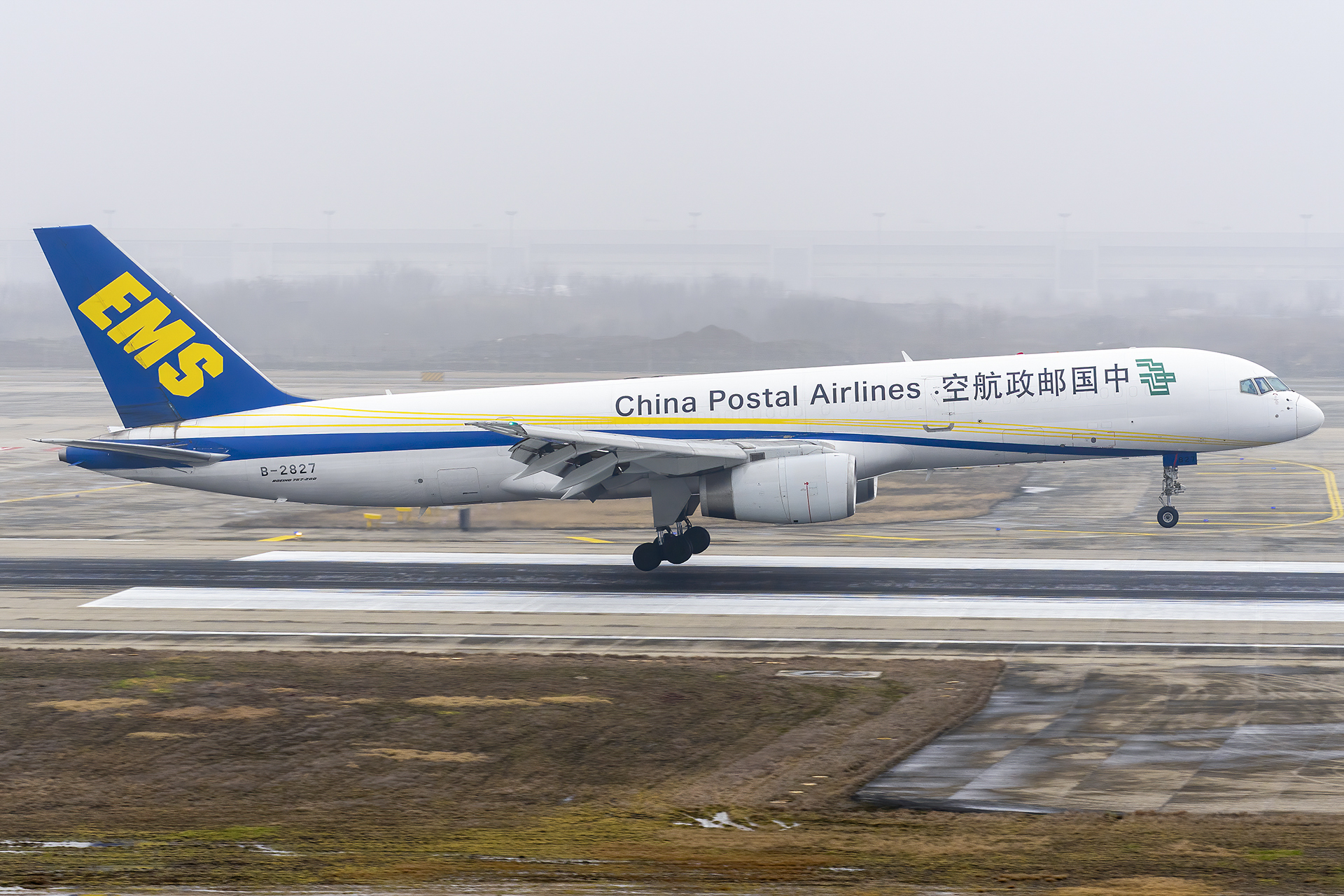
中国邮政航空的波音757-200PCF型货机

中国邮政航空机队截止至2021年6月10日，中国邮政航空共拥有飞机34架。
| 机型             | 数量 |
| ---------------- | ---- |
| 波音 B737-300F   | 8    |
| 波音 B737-400F   | 8    |
| 波音 B737-800F   | 7    |
| 波音 B757-200PCF | 7    |
| 波音 B777-200LRF | 2    |
| 总计             | 32   |